# Acidoxantha bombacis
Acidoxantha bombacis är en tvåvingeart som beskrevs av de Meijere 1938. Acidoxantha bombacis ingår i släktet Acidoxantha och familjen borrflugor. Inga underarter finns listade i Catalogue of Life.